# Michael Angelidis
Michael Angelidis (né le 27 juin 1985 à Woodbridge, village de Vaughan, province de l'Ontario au Canada) est un joueur professionnel canadien de hockey sur glace. Il évolue au poste de centre. Il est le cousin de Jeff Angelidis.

## Biographie

### Carrière junior
Il débute en junior A avec les Rangers de North York. Angelidis est par la suite, repêché 190e au total lors du repêchage de la LHO de 2001 par l'Attack d'Owen Sound. Il intègre l'effectif de l'Attack d'Owen Sound en 2002. 

### Carrière professionnelle
Le 21 juillet 2006, il signe un contrat avec les Hurricanes de la Caroline. Il passe professionnel avec les Everblades de la Floride dans l'ECHL avant d'être assigné par les Hurricanes aux River Rats d'Albany. Le 4 août 2010, il signe une entente d'une saison avec le Lightning de Tampa Bay. Il est alors mis à disposition des Admirals de Norfolk. Il est assistant capitaine de Chris Durno. Le 24 janvier 2012, il joue son premier match avec le Lightning dans la Ligue nationale de hockey face aux Blue Jackets de Columbus et marque un but. Il remporte la Coupe Calder 2012 avec les Admirals de Norfolk. Il est alors le capitaine de l'équipe.
Le 27 juin 2018, Angelidis annonce sa retraite du hockey.

### Après carrière
Le 28 juin 2018, le lendemain après avoir annoncé sa retraite du hockey, il est recruté par le Lightning de Tampa Bay en tant que recruteur pro.

## Trophées et honneurs personnels

### Ligue canadienne de hockey
- 2006 : reçoit le prix de la plus grande contribution pour la communauté.

### Ligue de hockey de l'Ontario
- 2006 : nommé dans la première équipe d'étoiles.
- 2006 : remporte le trophée Dan-Snyder.
- 2006 : nommé joueur ayant le plus progressé par les entraîneurs de l'association de l'Ouest[9].
- 2006 : nommé deuxième joueur le plus sous estimé par les entraîneurs de l'association de l'Ouest.
- 2006 : nommé deuxième joueur le plus dangereux par les entraîneurs de l'association de l'Ouest.

## Statistiques
| Saison     | Équipe                   | Ligue      |    | Saison régulière | Saison régulière | Saison régulière | Saison régulière | Saison régulière |   | Séries éliminatoires | Séries éliminatoires | Séries éliminatoires | Séries éliminatoires | Séries éliminatoires |
| Saison     | Équipe                   | Ligue      | PJ | B                | A                | Pts              | Pun              | PJ               | B | A                    | Pts                  | Pun                  |                      |                      |
| 2001-2002  | Rattlers de Thornhill    | LHJPO      | 44 | 18               | 11               | 29               | 101              |                  |   |                      |                      |                      |                      |                      |
| 2002-2003  | Attack d'Owen Sound      | LHO        | 65 | 7                | 10               | 17               | 81               | 4                | 1 | 1                    | 2                    | 0                    |                      |                      |
| 2003-2004  | Attack d'Owen Sound      | LHO        | 66 | 9                | 9                | 18               | 118              | 7                | 4 | 1                    | 5                    | 4                    |                      |                      |
| 2004-2005  | Attack d'Owen Sound      | LHO        | 41 | 9                | 10               | 19               | 126              | 8                | 3 | 2                    | 5                    | 10                   |                      |                      |
| 2005-2006  | Attack d'Owen Sound      | LHO        | 68 | 53               | 25               | 78               | 167              | 11               | 5 | 9                    | 14                   | 38                   |                      |                      |
| 2006-2007  | Everblades de la Floride | ECHL       | 24 | 10               | 8                | 18               | 54               | -                | - | -                    | -                    | -                    |                      |                      |
| 2006-2007  | River Rats d'Albany      | LAH        | 27 | 4                | 5                | 9                | 44               | 4                | 0 | 0                    | 0                    | 10                   |                      |                      |
| 2007-2008  | River Rats d'Albany      | LAH        | 74 | 11               | 16               | 27               | 151              | 7                | 0 | 2                    | 2                    | 6                    |                      |                      |
| 2008-2009  | River Rats d'Albany      | LAH        | 67 | 15               | 10               | 25               | 142              | -                | - | -                    | -                    | -                    |                      |                      |
| 2009-2010  | River Rats d'Albany      | LAH        | 67 | 12               | 12               | 24               | 119              | 8                | 2 | 4                    | 6                    | 12                   |                      |                      |
| 2010-2011  | Admirals de Norfolk      | LAH        | 80 | 20               | 18               | 38               | 169              | 3                | 0 | 0                    | 0                    | 2                    |                      |                      |
| 2011-2012  | Admirals de Norfolk      | LAH        | 54 | 14               | 13               | 27               | 135              | 17               | 1 | 5                    | 6                    | 31                   |                      |                      |
| 2011-2012  | Lightning de Tampa Bay   | LNH        | 6  | 1                | 0                | 1                | 5                | -                | - | -                    | -                    | -                    |                      |                      |
| 2012-2013  | Crunch de Syracuse       | LAH        | 71 | 11               | 13               | 24               | 158              | 18               | 2 | 4                    | 6                    | 49                   |                      |                      |
| 2012-2013  | Lightning de Tampa Bay   | LNH        | 1  | 0                | 0                | 0                | 0                | -                | - | -                    | -                    | -                    |                      |                      |
| 2013-2014  | Crunch de Syracuse       | LAH        | 75 | 12               | 21               | 33               | 161              | -                | - | -                    | -                    | -                    |                      |                      |
| 2014-2015  | Crunch de Syracuse       | LAH        | 64 | 20               | 18               | 38               | 138              | 3                | 0 | 1                    | 1                    | 6                    |                      |                      |
| 2014-2015  | Lightning de Tampa Bay   | LNH        | 3  | 0                | 0                | 0                | 12               | -                | - | -                    | -                    | -                    |                      |                      |
| 2015-2016  | Crunch de Syracuse       | LAH        | 53 | 7                | 8                | 15               | 75               | -                | - | -                    | -                    | -                    |                      |                      |
| 2015-2016  | Lightning de Tampa Bay   | LNH        | 4  | 1                | 0                | 1                | 5                | -                | - | -                    | -                    | -                    |                      |                      |
| 2016-2017  | Heat de Stockton         | LAH        | 49 | 7                | 13               | 20               | 97               | 5                | 1 | 2                    | 3                    | 2                    |                      |                      |
| 2017-2018  | HC Bolzano               | EBEL       | 54 | 15               | 13               | 28               | 73               | 18               | 4 | 6                    | 10                   | 24                   |                      |                      |
| Totaux LNH | Totaux LNH               | Totaux LNH | 14 | 2                | 0                | 2                | 22               | -                | - | -                    | -                    | -                    |                      |                      |